# 終戦連絡中央事務局
終戦連絡中央事務局（しゅうせんれんらくちゅうおうじむきょく、Central Liaison Office）は、太平洋戦争の終結に伴いGHQとの折衝を担当する機関として、1945年8月26日に終戦連絡事務局官制（昭和20年勅令496号）により設置された政府機関をいう。略称は終連。

## 歴史
終戦連絡中央事務局は、GHQ要求文書（第3号別紙甲）に基づき設立されたもので、間接統治を行ったGHQがその占領政策を実施するための指示を行う際に、日本政府側の窓口となった。経済安定本部と並ぶ終戦直後期の日本政府機関である。1945年8月22日に成立した終戦事務連絡委員会の後継的機関。管掌事項は、当初、軍事・政治、賠償・経済的調整、連合軍に対する施設・通信便宜供与、俘虜抑留者に関する事項、とされていた。1947年に内務省が解体・廃止された後には、内務省調査局第二課（隠遁物資の調査、略奪物資の調査）も移管されている。
当初は外務省の外局で、芝区田村町（東京都港区西新橋）の日産館にあった（現・日比谷セントラルビル所在地）。
また、日本の各地方には、終戦連絡地方事務局が設置された。これらは主に連合国地方軍司令部に対しての窓口となったもので、京都、横浜、横須賀、札幌、仙台、佐世保、大阪、呉、鹿屋、福岡、松山、名古屋、館山、和歌山の全国14箇所に設けられた。
1945年9月22日、台湾総督府内にも終戦連絡事務局が設置された。主な業務は対外交渉及びその他連絡事務が職掌とされた。
発足当初は、連合国軍と日本政府の単なる連絡機関であったものが、次第に性格を変容させ、終戦から1年半を経過するころには、設営などを含め相当範囲について実行機関としての性質を有するに至った。
これらは、1948年1月に廃止され、後継機関として、連絡調整事務局臨時設置法により総理庁外局の連絡調整事務局に再編され、連絡調整中央事務局及び地方連絡調整事務局と名称を変えている。連合国地方軍司令部に対する諸情報の提供、設営、各種便宜の供与及びその他連絡事務が職掌とされた。
1949年6月には、行政改革の一環として連絡調整事務局の所管業務は縮小され、1949年6月1日の外務省連絡局の設置により、連絡調整事務局は廃止され
、連絡調整事務局の業務は外務省連絡局に移管されたが、その地方事務局はそのまま残されており、業務を継続していた。その後、1952年4月1日までに、全ての地方事務局が廃止された。
その後、外務省連絡局の業務は、1951年12月1日に新設された外務省国際協力局（現・総合外交政策局。1993年再編で設置）が担っている。

## 初期スタッフ
設立当初の中央事務局には、長官・部長・連絡官・連絡官補をおくものとされた。また、部として第一部から第四部までが置かれた。
- 長官 - 岡崎勝男（外務省）
- 第一部長 - 成田勝四郎（外務省）
- 第二部長 - 武内龍次（外務省）
- 第三部長 - 太田三郎（外務省）
- 第四部長 - 倭島英二（外務省）

昭和20年10月1日の勅令550号により、組織変更がなされ 総裁 - 次長 - 部長 および参与の幹部体制に変更となった。